# Anton Nikolaus Martens
Anton Nikolaus Martens (* 21. Mai 1800 in Lunden; † 28. Februar 1848) war ein Propst in Dithmarschen.

## Leben
Anton Nikolaus Martens besuchte die Gelehrtenschule in Meldorf und begann zu Ostern 1818 ein theologisches Studium in Kiel bei Hans Ernst von Kottwitz und bei Claus Harms. 1823 legte er sein theologisches Amtsexamen in Glückstadt ab und erhielt den „zweiten Charakter mit Auszeichnung“. Am 25. März 1825 wurde er durch die Gemeinde Windbergen in Süderdithmarschen zu ihrem Pastor gewählt und trat am 21. August 1825 sein Amt an. Am 11. März 1827 stellte er sich in Burg in Süderdithmarschen zur Wahl und war dort bis zu seinem Tode als Pastor tätig.
Aufgrund seiner Verdienste wurde er durch seinen Landesherrn am 13. April 1843 zum Kirchenpropst von Süderdithmarschen ernannt. 
Anton Nikolaus Martens war verheiratet mit Louise geb. Kartheuser. Er starb am 28. Februar 1848.

## Auszeichnungen
Anton Nikolaus Martens wurde am 28. Juni 1847 zum Ritter von Danebrog ernannt.

## Werke
- Die erste Verkündigung und Einführung der christlichen Religion in Dithmarschen; Itzehoe Selbstverl. Itzehoe Schönfeldt 1826
- Ziel und Weg eines evangelischen Predigers, der sein Amt redlich ausrichtet: Eine Predigt, über 2 Tim. 4, 5, bei der Übernahme des Amtes, das die Versöhnung predigt, gehalten am 12. Trinitatis-Sonntage 1825; Hamburg Hoffmann und Campe 1826.